# Salacia flavidula
Salacia flavidula is een hydroïdpoliep uit de familie Sertulariidae. De poliep komt uit het geslacht Salacia. Salacia flavidula werd in 2000 voor het eerst wetenschappelijk beschreven door Watson. 